# Garfield Originals
 (janvier 2024).
Garfield et Cie
Garfield Originals est une série animée créée par Jim Davis et Philippe Vidal, sortie de 2019 à 2020 sur Okoo et sur Nickelodeon. Elle est la troisième à adapter la bande dessinée de Jim Davis Garfield sur le petit écran et ainsi la seconde série animée à être en 2D après Garfield et ses amis.

## Synopsis
Garfield est un chat tigré paresseux, égocentrique et gourmand. Entre repas et siestes, son hobby est d'embêter son entourage : Jon l'humain ou Odie le chien.
La série est composée de 120 courts-métrages muets de trente seconde, répartis sur une douzaine d'épisodes.

## Production
La série est d'abord été présentée sur les sites web de Dargaud Média et Mediatoon Distribution, puis annoncée officiellement sur Garfield.com.(Nick.com),France Télévisions,et sur Nickelodeon.Elle est coproduite par Dargaud Média et MadLab Animations sous lience ViacomCBS et Paws Inc, un studio cocréé par Ankama Animations et Ellipsanime Productions,,.

## Personnages
- Garfield
- Jon Arbuckle
- Odie
- Nermal
- Arlène
- Pooky
- Souris
- Herman le facteur
- Un chien violet

## Voix françaises
- Véronique Soufflet
- Antoine Schoumsky
- Gérard Surugue : Garfield
- Bruno Choël : Jon

## Épisodes
1. Rototos !, 6 décembre 2019
2. Insomnies !, 6 décembre 2019
3. À table !, 6 décembre 2019
4. Gare à Nermal !, 6 décembre 2019
5. La porte !, 6 décembre 2019
6. Citrouille et trouille, 6 décembre 2019
7. Cardio panique, 6 décembre 2019
8. Réveil !, 6 décembre 2019
9. Sourisphobic !, 6 décembre 2019
10. C'est mon fauteuil !, 6 décembre 2019
11. Douce Arlène, 12 décembre 2019
12. Chat perché !, 6 décembre 2019
13. Ga-Gâteau !, 17 juin 2020
14. Moustic et tac !, 17 juin 2020
15. Attention véto !, 17 juin 2020
16. Bon chienchien, 17 juin 2020
17. Ahhhhhraignées !, 17 juin 2020
18. Baba de beignets !, 17 juin 2020
19. Coquillages et crustacés, 17 juin 2020
20. Voilà le courrier !, 17 juin 2020
21. Somnambul-ouille, 17 juin 2020
22. Grat-grat !, 17 juin 2020
23. Baballe, 17 juin 2020
24. Pookie, 17 juin 2020